# Heinrich II. von Droste-Hülshoff
Heinrich II. von Droste-Hülshoff (* 1597; † 1666) war Gutsbesitzer und Herr auf Burg Hülshoff.

## Leben

### Herkunft und Bildung
Heinrich II. von Droste-Hülshoff wurde als Sohn des bedeutenden und wohlhabenden Gutsbesitzers und münsteraner Bürgermeisters Bernhard II. von Droste zu Hülshoff und seiner Gemahlin Richmod von Travelmann-Ebeling, geboren. Er gehörte der 14. Generation seines Geschlechts an und wuchs zusammen mit seinen neun Geschwistern auf. Seine Großmutter von Travelmann nahm ihn als Kleinkind in Amelsbüren auf und sorgte für seine Erziehung. Zunächst erhielt Heinrich II. Privatunterricht und kam 1605 vermutlich in das Jesuitenkolleg Münster und besuchte mehrere Universitäten. 1623 führte ihn – als erstes Familienmitglied – eine Kavalierstour nach Frankreich, wo er sich mehrere Monate in Paris aufhielt.

### Familienverhältnisse und Glaube
Im Jahre 1624 starb sein Vater und er erhielt die väterlichen Güter zur Verwaltung. Er erbte 1625 überdies von seiner Tante Metta von Travelmann ihr gesamtes Vermögen; 1637 beerbte er auch seine Tante Gudula von Travelmann. Wie zuvor schon sein Vater, so wurde auch Heinrich in den Rat der Stadt Münster gewählt; er verweigerte allerdings in den Jahren 1626 bis 1628 die Aufnahme. Die Stadt setzte ein Strafgeld von 10 Mark gegen ihn fest und verbot dem Pförtner, Heinrich durchs Tor zu lassen. Gegen diese Anordnung wehrte er sich unter Berufung auf das 1552 vom Bischof Franz den Erbmännern verliehene Privileg.
Am 15. Juli 1629 heiratete Heinrich II. Clara Anna von Neheim zu Niederwerries (Stiftsdame im Stift Borghorst), mit der er zwölf Kinder (s. u.) hatte. Damit heiratete er, um Nachteile im Erbmännerstreit zu vermindern, erstmals seit dem späten Mittelalter wieder eine Frau außerhalb des bisher üblichen Heiratskreises der Erbmännerfamilien. Er war ein überzeugter Katholik. Mit dem Erbe seines jüngeren Bruders Bernhard, der auf der Kavalierstour bei Metz an der Pest gestorben war, stiftete er 1630 erstmals ein Vikariat auf Burg Hülshoff, wo in den folgenden Jahrhunderten zwölf Hauskapläne wirken konnten. Im gleichen Jahr war die Hülshoffer Leibeigene  Maria Timmermanns als sog. "Hexe" verbrannt worden (nach dem seit 1530 gültigen Strafgesetzbuch Constitutio Criminalis Carolina war sog. „Schadenzauber“ mit dem Tod durch Feuer zu bestrafen). Die Gerichtsbarkeit über solche Delikte stand allerdings nicht ihm als Gutsherrn, sondern der bischöflichen Regierung zu, die durch die Einschaltung der juristischen Fakultäten an Hochschulen versuchte, der Lynchjustiz durch die Bevölkerung zu begegnen. 1631 verkaufte Heinrich II. den alten Stadthof der Familie am Krummen Timpen, der dem Jesuitenkolleg Münster benachbart war, zu dessen Erweiterung.

### Dreißigjähriger Krieg und Friede von Münster
Heinrich II. durchlebte die Zeit des Dreißigjährigen Krieges. Im Hinblick darauf musste er die Befestigungen der Burg Hülshoff nochmals verstärken und (aus Sorge vor einem Überfall oder aus Geldmangel) Schmuck verkaufen. Er schüttete die heutige Lindenallee, den heutigen Hauptzugang, auf und pflasterte sie. Ein dort errichtetes Torhaus mit Zugbrücke wurde im 18. Jahrhundert abgebrochen. Er ließ auch den sog. „Gärtnersturm“ bauen, auf dem sich noch seine Wetterfahne mit seinem Allianzwappen befindet. 1633 wurden dennoch bei einem Überfall der Truppen des Landgrafen von Hessen-Kassel auf Hülshoff alles Vieh und Lebensmittel geraubt und Wertpapiere im Archiv verbrannt. Während der Verhandlungen zum Frieden von Münster vermietete er den Stadthof am Alten Steinweg 30 in der Nähe der Kirche St. Lamberti (Münster) an die Gesandtschaft des Hauses Österreich unter der Leitung von Ulrich Graf von Wolkenstein-Rodenegg (Adelsgeschlecht) (seine Verwandte, Claudia Seraphica von Wolkenstein-Rodeneck, wurde in dieser Zeit Äbtissin im Stift Freckenhorst).

### Gutsherr auf Hülshoff
Heinrich II. war ein umsichtiger Gutsherr und stets darauf bedacht, das übernommene Vermögen nicht nur zu erhalten, sondern es durch geschickte Zukäufe und Tauschgeschäfte zu erweitern. Wenn er die Rechte seiner Familie verletzt sah, schreckte er nicht vor einer gerichtlichen Klärung der Angelegenheit zurück. So gewann er Prozesse, mit denen er die Einschränkung der Hülshoffschen Jagdrechte abwehrte: 1641 gegen den Fiskus, 1652 gegen die Herren von Twickel (Adelsgeschlecht) und von Kuckelsheim sowie 1659 gegen die Äbtissin des Stiftes Nottuln. 1652 wurde Bernhard II. auf Betreiben seines Vetters Herbert Droste zu Möllenbeck, den der Krieg in die Lausitz verschlagen hatte, auch mit Gut Golßen-Zützen beliehen.

### Einquartierung in Burg Hülshoff
1660 musste Heinrich II. seinem Landesherrn, dem ebenso frommen wie kriegerischen Fürstbischof Christoph Bernhard von Galen, Burg Hülshoff während dessen dritter Belagerung von Münster als Quartier zur Verfügung stellen (er beschlagnahmte auch die benachbarten festen Häuser Wilkinghege und Brock). Dennoch wurden ihm und seinem Gut im Zusammenhang mit dem Erbmännerstreit die Steuerprivilegien entzogen.

### Nachfahren
Heinrich II. und Clara Anna von Neheim zu Niederwerries hatten fünf Töchter und sieben Söhne, darunter Bernhard als sein Erbe. Fünf Töchter wurden Stiftsdamen: Clara in Borstel, Catharina in Hörde, Benedicta in Wilmarsen, Maria war Äbtissin im Kloster Hohenholte, wo auch ihre Schwester Richmod Stiftsdame war. Agnes heiratete Diederich von Eickel. Drei Brüder, Diederich, Alexander und  Johann Droste zu Hülshoff (1640–1679) waren Stiftsherren in Fritzlar, Everwin Rittmeister und später fürstbischöflich-münster'scher Rat und Syndicus, Heidenreich und Heinrich waren Soldaten. Letzterer, der über seine Frau Maria von Bischopinck Eigentümer des Burglehens Telgte war, trug wegen eines misslungenen Versuchs, seinen Bruder Bernhard durch einen Pistolenschuss zu töten, den Beinamen „Todtschläger“.

### Streit um das Erbe
Heinrich machte im Jahre 1657 gemeinschaftlich mit seiner Frau ein Testament. Hierin ermahnte er seine Kinder zu einem Leben in Eintracht und Liebe. Das sei ein Mittel, um die Familie im Wohlstand zu erhalten. Er setzte seinen Sohn Bernhard III. von Droste-Hülshoff  als Universalerben ein. Dessen Schwestern – bereits im Besitz einer Präbende – sollten zudem eine Abfindung von je 600 Talern erhalten. Seinen Brüdern wurde testamentarisch eine Abfindung von je 2000 Talern zugestanden. Darüber hinaus sollten sie nach Möglichkeit eine Präbende erhalten. Trotz der Ermahnungen kam es zu Erbstreitigkeiten unter den Geschwistern, die Prozesse nach sich zogen. Sie entzündeten sich an einer unklar formulierten Bestimmung, aufgrund derer alle Nachkommen auf Kosten des Erben in Hülshoff Aufenthalt und Unterhalt beanspruchten. Schließlich eskalierte der Streit. Heinrichs Sohn Heinrich versuchte, seinen Bruder Bernhard mit einem Pistolenschuss zu ermorden.